# Disputa Chu-Han
La disputa Chu–Han (206–202 a.C.) fu un interregno tra la dinastia Qin e la dinastia Han nella storia cinese. A seguito della caduta della dinastia Qin nel 206 a.C., Xiang Yu divise l'ex impero in Diciotto Regni. Emersero due principali contendenti, lo stato Chu occidentale e l'Han che ingaggiarono una lotta per la supremazia sulla Cina. Il Chu occidentale era guidato da Xiang Yu, mentre il capo degli Han era l'imperatore Liu Bang. Vi presero parte anche molti re minori, ma questi erano in larga parte indipendenti dal conflitto tra il Chu occidental e l'Han. La guerra si concluse nel 202 a.C. con una totale vittoria degli Han, con Liu Bang che si proclamò primo imperatore della dinastia Han.

## Antefatto
Nel 221 a.C., lo stato di Qin unificò la Cina conquistando gli altri sei stati maggiori e fondando la dinastia Qin. Ad ogni modo, la dinastia si dimostrò oppressiva ed estremamente poco popolare e perdurò per 14 anni. Nel 209 a.C., Chen Sheng e Wu Guang iniziarono l'insurrezione Dazexiang per detronizzare la dinastia Qin.
Anche se la rivolta venne schiacciata, molte altre ne emersero in seguito nei successivi tre anni. Numerosi pretendenti agli ex Sei Stati si fecero avanti, il più potente dei quali era il regno di Chu. Il generale Chu, Xiang Yu, riuscì ad ottenere il supporto di molti capi ribelli dopo la sua vittoria alla Battaglia di Julu, divenendo de facto il capo degli insorgenti e proclamandosi "re egemone del Chu occidentale" (西楚霸王). Governò nove commende negli ex stati di Liang e Chu, con capitale a Pengcheng (彭城; odierna Xuzhou, Jiangsu).
Xiang Yu divise l'ex impero Qin in stati vassalli, i Diciotto Regni, e diede al re-fantoccio Huai II di Chu il titolo onorifico di "imperatore Yi di Chu". Circa un anno dopo, Xiang Yu effettivamente lo inviò poi in esilio nella contea di Chen (郴縣; attuale Chenzhou, Hunan), ed ordinò segretamente a Ying Bu (re di Jiujiang) di assassinarlo lungo la via.

## Fasi iniziali

### La ribellione Han
Durante la divisione dei Diciotto Regni, Xiang Yu nominò alcuni generali ribelli come re vassalli anche se erano subordinati ad altri signori locali. Nel 206 a.C. Liu Bang venne privato del suo titolo a Guanzhong ed inviato nella remota regione di Bashu (巴蜀; attuale Sichuan e Chongqing) con 30 000 uomini e migliaia di civili ed ottenne il titolo di "re di Han" (漢王).
Avendo raggiunto la propria destinazione, Liu Bang ordinò la distruzione delle strade gallerie che portavano a Bashu come mossa precauzionale contro ogni possibile attacco proveniente dalle retrovie. Nel 206 a.C. l'ultimo imperatore Qin, Ziying, si arrese a Liu Bang e portò così alla fine della dinastia Qin.

### Ribellioni minori a Qi e Zhao
Nel frattempo, l'ex cancelliere di stato del Qi, Tian Rong, non era però soddisfatto della sistemazione del proprio stato e pertanto egli mosse guerra contro i regni di Jiaodong, Qi e Jibei (collettivamente noti come "Tre Qi"). Tian Rong conquistò i Tre Qi ed installò Tian Fu come re di Qi, ma poi riprese il trono per sé.
Tian Rong pose Peng Yue a capo del suo esercito, ordinandogli di attaccare il Chu occidentale, e di inviare truppe in supporto ad un'altra ribellione nell'ex stato di Zhao guidata da Chen Yu, già vice-cancelliere di Zhao. Nel 205 a.C., Chen Yu sconfisse Zhang Er (re di Changshan), seized his domain, and installed Zhao Xie (re du Dai) come regnante dei territori Zhao. Xiang Yu si sentì minacciato dalle ribellioni nel Qi e nel Zhao e pertanto guidò le sue forze all'attacco di Tian Rong.

### La conquista Han dei Tre Qi
Mentre Xiang Yu era lontano per sopprimere le ribellioni, Liu Bang sfruttò quest'occasione per attaccare i Tre Qi a Guanzhong. Il generale di Liu Bang, Han Xin, ordinò ai suoi uomini di riparare assolutamente le strade gallerie di modo da distrarre Zhang Han (re di Yong), e nel frattempo di far segretamente avanzare i propri uomini verso Chencang (陳倉; attuale distretti di Chencang, Baoji, Shaanxi). Zhang Han venne colto alla sprovvista e sconfitto dalle forze Han in due battaglie consecutive.
Cogliendo il vantaggio della vittoria, Liu Bang procedette alla conquista di Longxi (隴西), Beidi (北地) e Shangjun (上郡). Egli inviò anche i suoi uomini a prelevare la sua famiglia a Pei (沛; attuale Xuzhou, Jiangsu). Avendo ricevuto la notizia degli attacchi di Liu Bang, Xiang Yu inviò un esercito a Yangxia (陽夏) per intercettare l'esercito Han, e nominò Zheng Chang come "re di Han" per aiutarlo a coprire il suo fianco. Nello Yan, Zang Tu uccise Han Guang (re di Liaodong), assediò le sue terre e si autoproclamò governante dei territori Yan.

### Battaglia di Pengcheng
Nel 205 a.C., dopo la fondazione della sua base a Guanzhong, Liu Bang avanzò ad est del Passo di Hangu per preparare un attacco alla regione di Henan. Sima Xin (re di Sai), Dong Yi (re di Di) e Shen Yang (re di Henan) circondarono Liu Bang. Zheng Chang (re di Han) si rifiutò di sottomettersi a Liu Bang e venne sconfitto da Han Xin in battaglia. Liu Bang rimpiazzò Zheng Chang con Hán Xin come nuovo re di Han. Zhang Er (ex re di Changshan) si unì a Liu Bang dopo aver perso i suoi domini a favore di Zhao Xie e Chen Yu.
Nel terzo mese, Liu Bang attaccò Henei (河內) con l'aiuto di Wei Bao (re del Wei occidentale). Quando Liu Bang ricevette la notizia che l'Imperatore Yi di Chu era stato assassinato per ordine di Xiang Yu, scrisse un memoriale di servizio all'imperatore, accusando Xiang di aver commesso un regicidio, e di aver sfruttato quell'incidente come propaganda politica per giustificare la guerra contro il Chu occidentale.
Nel quarto mese del 205 a.C., Xiang Yu sconfisse Tian Rong a Chengyang (城陽). Tian Rong venne ucciso durante la ritirata a Pingyuan. Anche se il regno di Qi dovette arrendersi al Chu occidentale, Xiang Yu non placò la popolazione ma permise invece ai suoi soldati di saccheggiare i territori Qi. Il fratello minore di Tian Rong, Tian Heng, installò Tian Guang (figlio di Tian Rong) sul trono di Qi e continuò a opporre resistenza al Chu occidentale.
Nel frattempo, Liu Bang aveva trovato un esercito di 560 000 uomini col supporto dei due re che lo circondavano. In diciotto mesi, la capitale del Chu, Pengcheng (彭城; attuale Xuzhou, Jiangsu), cadde nelle mani di una coalizione guidata da Liu Bang. Quando Xiang Yu ricevette la notizia che Liu Bang aveva occupato Pengcheng, egli guidò 30 000 uomini a riprendere Pengcheng. Liu Bang venne catturato ed il suo esercito subì pesanti perdite ed i membri della sua famiglia vennero catturati dalle forze Chu. Dopo la battaglia, lo Han perse le conquiste nel Chu ed il supporto dei propri alleati.

### Battaglia di Jingsuo
Dopo la loro sconfitta a Pengcheng, la potenza delle forze Han venne drasticamente diminuita. I membri della famiglia di Liu Bang vennero catturati e tenuti in ostaggio. Oltretutto, molti dei re che si erano arresi in precedenza a Liu Bang, lasciarono la sua coalizione per seguire quella di Xiang Yu. Successivamente, il Qi e Zhao, richiesero entrambi di sottoscrivere una pace col Chu.
Raggiungendo Xiayi (下邑; ad est dell'attuale contea di Dangshan, Suzhou, Anhui), che era difesa da suo cognato, Liu Band riorganizzò le proprie truppe per la ritirata. Quando giunse a Yu (虞; attuale contea di Yucheng, Shangqiu, Henan), egli inviò un messaggero ad incontrare Ying Bu (re di Jiujiang) per persuaderlo a supportarlo. Ying Bu si accordò con Liu Bang e si ribellò contro il Chu occidentale. Xiang Yu inviò Long Ju a capo dell'esercito all'attacco di Ying Bu.
Nel sesto mese del 205 a.C., Liu Bang nominò suo figlio l'imperatore Liu Ying come principe ereditario e gli ordinò di difendere Yueyang (櫟陽; attuale distretto di Yanliang, Xi'an, Shaanxi). Poco dopo, le forze Han conquistarono Feiqiu (廢丘; attuale Xingping, Shaanxi), che era guardata da Zhang Han che si suicidò dopo la sua sconfitta.
Su un altro fronte, Ying Bu non fu in grado di sconfiggere Long Ju e pertanto rinunciò a Jiujiang e si unì a Liu Bang. Liu Bang riorganizzò il proprio esercito, che ora includeva rinforzi provenienti da Guanzhong (inviati da Xiao He) e le truppe di Han Xin. Le forze di Liu Bang attaccarono il Chu alla contea di Jing (京縣; attorno all'attuale Xingyang, Zhengzhou, Henan) e Suoting (索亭; attorno all'attuale Xingyang, Henan), emersero vittoriosi e portarono le forze di Xiang Yu ad est di Xingyang.

## Il fronte settentrionale

### Battaglia di Anyi
Nel 205 a.C., Wei Bao (re di Wei) lasciò Liu Bang col pretesto di visitare dei parenti malati e segretamente fece ritorno nei suoi domini. Egli cercò un'alleanza con Xiang Yu e si ribellò a Liu Bang. Liu Bang inviò Li Yiji a persuadere Wei Bao alla resa ma Wei rifiutò, e pertanto Liu ordinò a Han Xin di guidare un esercito per attaccarlo.
Wei Bao fermò il proprio esercito a Puban (蒲阪) e bloccò la strada verso Linjin (臨晉). Han Xin ingannò Wei Bao facendogli credere che stava pianificando di attaccare Linjin, mentre in segreto inviava delle forze da Xiayang (夏陽) ad attraversare il fiume ed attaccare Anyi (安邑; attuale contea di Xia, Yuncheng, Shanxi). Nel nono mese, Wei Bao personalmente guidò l'attacco ad Han Xin ma perse la battaglia e venne catturato. Quando offrì la resa, Liu Bang accettò e lo nominò generale. Nel nono mese, Han Xin guidò il suo esercito ad attaccare il regno di Dai col supporto di Zhang Er (ex re di Changshan), ottenendo una decisiva vittoria e catturando il cancelliere di Dai, Xia Shuo.

### Battaglia di Jingxing
Dopo aver ottenuto la vittoria sul regno Dai, Han Xin e Zhang Er guidarono l'esercito ad attaccare il regno di Zhao al passo di Jingxing. Zhao Xie (re di Zhao) ed il suo cancelliere, Chen Yu, guidarono una forza di 200 000 uomini contro la resistenza Han. Il generale Zhao, Li Zuoche, propose un piano per intrappolare Han Xin in 10 giorni: egli avrebbe condotto 30 000 uomini per distruggere le rotte di rifornimento di Han Xin e tagliargli la via del ritorno, mentre Chen Yu avrebbe difeso strenuamente il fronte ed evitato l'avanzata di Han Xin. Chen Yu rifiutò però di aderire a questo piano.
La sera prima della battaglia, Han Xin inviò 2000 cavalieri, ciascuno con una bandiera dell'esercito Han, a fermarsi presso il campo Zhao. La mattina seguente, Han Xin finse la sconfitta in una schermaglia con le forze Zhao e li indusse a seguirlo, mentre i suoi 2000 cavalieri colsero l'occasione per catturare il campo Zhao malamente difeso. Nel frattempo, i soldati Zhao si ritirarono dopo aver fallito nella conquista del forte di Han Xin, e furono sorpresi di vedere che il loro campo era stato occupato da forze Han quando ritornarono. L'esercito Zhao cadde nel caos e Han Xin colse l'opportunità per lanciare un contrattacco e ottenere così la vittoria. Chen Yu venne ucciso in battaglia mentre Zhao Xie e Li Zuoche vennero catturati.

### Battaglia del fiume Wei
Nel 204 a.C., il regno Yan si arrese a Han Xin, e Zhang Er venne nominato re di Zhao. Xiang Yu costantemente inviò le sue armate ad attaccare Zhao ma Han Xin e Zhang Er riuscirono a tenergli testa. Xiang Yu allora rivolse la sua attenzione a Xingyang, dove Liu Bang era stazionato. Liu Bang venne costretto a ritirarsi a Chenggao, dove venne assediato da Xiang Yu. A quel punto non aveva altra scelta di spostarsi a nord verso il Fiume Giallo per unirsi alle forze di Han Xin. In una mossa a sorpresa, Liu Bang prese il comando dell'esercito Han a Zhao ed ordinò ad Han Xin di guidare l'esercito ad attaccare il regno Qi.
Quando ancora Han Xin stava preparando l'attacco a Qi, Liu Bang inviò Li Yiji a persuadere Tian Guang (re di Qi) ad arrendersi senza informarne Han Xin. Tian Guang decise di arrendersi ed ordinò alle sue truppe di ritirarsi da Lixia (歷下; attuale distretto di Lixia, Jinan, Shandong). Ad ogni modo, Han Xin non era a conoscenza del fatto che Tian Guang aveva intenzione di arrendersi, e pertanto egli eseguì l'ordine di Kuai Tong di attaccare Qi. L'esercito di Han Xin conquistò Lixia ed attaccò la capitale Qi, Linzi. Tian Guang pensò che Li Yiji gli avesse mentito e pertanto lo fece decapitare e si ritirò a Gaomi, dove richiese l'aiuto del Chu occidentale. Nel frattempo, Han Xin conquistò Linzi e continuò a reguire le forze Qi in ritirata verso Gaomi.
Xiang Yu inviò Long Ju a guidare 200 000 uomini per aiutare Tian Guang. Le forze alleate di Qi e Chu persero la prima battaglia. Qualcuno avvisò Long Ju di evitare di combattere Han Xin direttamente e di focalizzarsi invece sulle sue difese, mentre Tian Guang ottenne il supporto delle città Qi. In quel caso, l'esercito Han sarebbe stato privato dei propri rifornimenti e sarebbe stato costretto alla resa. Ad ogni modo, Long Ju rifiutò il piano ed insistette invece per attaccare Han Xin. La notte precedente la battaglia, Han Xin inviò i suoi uomini ad arginare il fiume Wei (濰水) con dei sacchi di sabbia. La mattina seguente, dopo una schermaglia con le forze di Long Ju, Han Xin finse di essere sconfitto e si ritirò inducendo Long a seguirlo. Quando circa un quarto dell'armata Chu aveva attraversato il fiume, Han Xin diede il segnale ai suoi uomini di aprire la diga. Molti soldati Chu annegarono e Long Ju venne isolato con solo una parte delle proprie forze. Cogliendo l'occasione, Han Xin lanciò un contrattacco. Long Ju venne ucciso durante lo scontro e il resto dell'armata Chu venne disintegrato dal momento che Han Xin continuò un attacco pressante. Tian Guang fuggì. Han Xin seguì la ritirata delle forze nemiche a Chengyang (城陽).
Dopo la vittoria, Han Xin prese velocemente il controllo dei territori Qi e quindi inviò un messaggero a Liu Bang richiedendo che Liu lo nominasse re di Qi. In quel tempo, Liu Bang era assediato a Xingyang da Xiang Yu, e stava disperatamente attendendo rinforzi da Han Xin, perciò si dimostrò furioso quando seppe della richiesta id Han Xin. Ad ogni modo, su consiglio di Zhang Liang e Chen Ping, Liu Bang riluttante approvò tale richiesta. Xiang Yu era terribilmente dispiaciuto della perdita di Long Ju, e pertanto inviò Wu She a tentare di persuadere Han Xin a ribellarsi a Liu Bang ed a dichiararsi re. Ad ogni modo, malgrado l'urgenza di Kuai Tong, Han Xin si rifiutò di tradire Liu Bang. Han Xin later organizzò un esercito e si mosse a sud attaccando il Chu occidentale.

## La battaglia di Chenggao ed il Trattato del Canale di Hong
Sul fronte meridionale, le forze di Liu Bang iniziarono a costruire delle rotte di rifornimento da Xingyang verso Aocang (敖倉). Nel 204 a.C., dopo aver perso discrete forze negli attacchi Chu sulle strade, l'esercito Han era ormai a corto di rifornimenti. Liu Bang negoziò la pace con Xiang Yu e si accordò per cedergli le terre ad est di Xingyang. Xiang Yu era intenzionato ad accettare l'offerta di Liu Bang, ma Fan Zeng gli consigliò di rifiutarla e di cogliere l'occasione per distruggere definitivamente Liu Bang. Xiang Yu cambiò idea, pressò lo Xingyang ed assediò le forze di Liu Bang nella città. Liu Bang ascoltò il suggerimento di Chen Ping di corrompere gli uomini di Xiang Yu con 40 000 ceste d'oro diffondendo inoltre l'idea che Fan Zeng avesse intenzione di tradire Xiang Yu. Xiang Yu cadde nello stratagemma e licenziò Fan Zeng.
Alla fine del 204 a.C., quando Xiang Yu era lontano per sopprimere la ribellione nel regno di Qi, Li Yiji consigliò Liu Bang di cogliere l'occasione per attaccare il Chu occidentale. Le forze Han conquistarono Chenggao e sconfissero l'esercito Chu guidato da Cao Jiu presso il Fiume Si. Le forze di Liu Bang avanzarono sino a raggiungere Guangwu (廣武). Le forze Chu guidate da Zhongli Mo vennero intrappolate dall'esercito Ha ad est di Xingyang. A seguito della vittoria di Han Xin nella Battaglia del fiume Wei, il morale dell'esercito Chu era a terra e per di più a corto di viveri. Xiang Yu non ebbe altra scelta che chiedere la pace con Liu Bang e rilasciare i membri della famiglia di Liu che erano ancora suoi ostaggi. Chu e Han si accordarono per un cessate il fuoco col Trattato del Canale di Hong (鴻溝和約), che divise la Cina in est ed ovest.

## La fine della guerra
Nel 203 a.C., mentre Xiang Yu stava ritirandosi ad est, Liu Bang, su consiglio di Zhang Liang e di Chen Ping, rinunciò al Trattato del Canale di Hong ed ordinò di attaccare il Chu occidentale. Egli richiese inoltre assistenza da Han Xin e Peng Yue per attaccare simultaneamente Xiang Yu da tre direzioni. Ad ogni modo, Han Xin e Peng Yue non mobilitarono le loro truppe e Liu Bang venne sconfitto day Xiang Yu a Guling (固陵; a sud dell'attuale contea di Taikang, Zhoukou, Henan). Liu Bang si ritirò e rafforzò le sue difese. Nel contempo inviò dei messaggeri ad incontrare nuovamente Han Xin e Peng Yue, promettendo di concedere a loro terre e titoli se avessero aderito con lui all'attacco a Xiang Yu.

### Battaglia di Gaixia
Tre mesi più tardi, nel 202 a.C., le forze Han guidate da Liu Bang, Han Xin e Peng Yue attaccarono il Chu occidentale da tre direzioni. L'esercito Chu era ormai a corto di rifornimenti e Xiang Yu era intrappolato a Gaixia (垓下; sudest dell'attuale contea di Lingbi, Suzhou, Anhui). Han Xin ordinò alle sue truppe di cantare delle canzoni tradizionali Chu per creare la falsa impressioen che i Chu erano caduti davanti alle forze Han. Il morale Chu cadde a terra e molti soldati disertarono.
Xiang Yu tentò di rompere l'assedio e venne lasciato con soli 28 uomini quando raggiunse la riva nord del Fiume Wu (attuale contea di He, Chaohu, Anhui). Riuscì ad uccidere gli ultimi soldati Han prima di suicidarsi.

## Conseguenze
Dopo la morte di Xiang Yu, il resto del Chu occidentale si arrese agli Han, e la Cina venne unificata sotto il governo Han. Liu Bang garantì a Peng Yue, Ying Bu ed a Han Xin i titoli di "re di Liang", "re di Huainan" e "re di Chu" rispettivamente. Mesi dopo, su richiesta dei suoi stessi sostenitori e vassalli, Liu Bang si autoproclamò imperatore e stabilì la dinastia Han. Fece costruire la sua capitale a Luoyang (poi spostata a Chang'an) e nominò Lü Zhi sua consorte come imperatrice, e Liu Ying principe ereditario.
Anche se Liu Bang inizialmente ricompensò generosamente i suoi sudditi che lo avevano aiutato a divenire imperatore, col tempo divenne sospettoso di loro ed iniziò a dubitare della loro lealtà. Han Xin venne degradato da "re di Chu" a "marchese di Huaiyin" alla fine del 202 a.C., e venne successivamente fatto arrestare e giustiziato per ordine dell'imperatrice Lü nel 196 a.C. per sospetto complotto di ribellione con Chen Xi. In quello stesso anno, Liu Bang credette alla voce che correva che anche Peng Yue fosse coinvolto nel complotto e pertanto lo degradò allo status di cittadino comune. Peng Yue e la sua famiglia vennero successivamente fatto giustiziare per ordine dell'imperatrice Lü.